# От заката до рассвета (повесть)
От заката до рассвета — документально-художественная повесть Натальи Кравцовой о лётчицах женского 46-го ночного бомбардировочного авиаполка.
Впервые опубликована в 1967 году в журнале «Знамя» под никому ничего не говорящей об авторе фамилией Кравцова, но, с не требующим каких-либо пояснений кратким редакторским замечанием: «Девичья её фамилия Меклин. Наташа Меклин. И теперь, конечно, и вы вспомнили это имя».
В 1979 году повесть, в составе сборника автора, отмечена государственной наградой СССР — Серебряной медалью имени Александра Фадеева.

## Содержание
Повесть состоит из коротких новелл о девушках-лётчицах 46-го Гвардейского Таманского женского авиационного полка: в годы Великой Отечественной войны они, летая ночью на самолётах «У-2», бомбили фашистов на Украине, на Северном Кавказе, в Крыму, в Белоруссии, в Польше и в Германии.
Начинается повесть в октябре 1941 года с погрузки в теплушки на Казанском вокзале Москвы, к которой уже подошёл враг. Но девушки не эвакуируются, нет. Учебный полк, шутливо называемый «Дунькин полк», направлен на обучение в Энгельс. Стрижка — «и мягко ступали сапоги по этому ковру из девичьих волос». Принятие 7 ноября 1941 года присяги. И жёсткий распорядок занятий:

— Подъём! Дежурный включает свет. Рано — половина шестого. Вставать не хочется. Почему это человек, обыкновенный, нормальный человек, меняется, стоит ему только стать дежурным? Придет моя очередь — и я тоже с отрешенным видом буду выкрикивать металлическим голосом: «Подъем!», «На зарядку!». Только начинает светать. Поскрипывает сухой снег под ногами. … Может быть, война — это неправда? На самом деле ничего нет? Но зачем тогда «морзянка»? И мокрая шинель с воротником, который больно трёт мне шею?— из новеллы «Идём на войну»
Про преподавателя «морзянки», молоденького, стесняющегося девчачьих взглядов лейтенанта Петю, задающего им невероятно высокий темп передачи сигналов. А когда они хитростью, взяв себе по части сообщения, расшифровывают его: «Все девочки работали хорошо, молодцы. За это я вас целую. С горячим приветом. Петя», Петя краснеет и с пылающими ушами уходит, надев шапку задом наперёд.
Про славную пятнистую дворнягу Дружка, который на морозе преданно ждал девчонок с занятий и которого они подкармливали. И как Дружок «выдал» особенно им любимую, часто тайком с ним игравшую, Надю Комогорцеву, почуяв чужого и залаяв в момент её встречи с парнем — настоящее ЧП для женского общежития.

Она чувствовала себя виноватой, очень виноватой. Да, конечно… Идет война, и там, на фронте, гибнут люди. И в такое время нельзя думать о прогулках с мальчиками. Это правильно. Но все-таки… все-таки… У того молоденького, лейтенанта, её земляка, такая славная улыбка… Ну и что ж!.. И мы тоже будем воевать. Уже скоро на фронт… 
Надя так и не попала на фронт. Не успела. Тёмной ночью в районе учебного аэродрома во время разворота самолёт вошел в спираль и врезался в землю… — из новеллы «Чрезвычайное происшествие»
О своём первом боевом вылете в качестве лётчика с штурманом Женькой (новелла «А речка маленькая…»). Про то, как командование, постепенно вводя полк в боевую обстановку на первые вылеты, давало слабо укреплённые цели, но Люба, отклонившись от курса, сама выбрала себе настоящую цель — железнодорожный узел.
О единственном случае, когда жизнерадостную и никогда не унывающую Юльку видели притихшей и задумчивой (новелла «Юлька»).
Про первые потери. Как не вернулся самолёт Ольховской—Тарасовой — и только через 20 лет стала известна судьба лётчиц, их тела наши и похоронили только в 1965 году. О том, как погибла Дуся — первая в полку Герой Советского Союза (новелла «Убита над целью»).
О талисмане Галины Докутович — кукле. В талисманы и прочее она не верила, но брала куклу просто потому, что это был подарок от Ефимыча — командира соседней эскадрильи «бостонов», с которым она познакомилась в госпитале. Вылетев без куклы, из 74-го боевого вылета она не вернулась (новелла «Талисман»).
О том что в небе страшны и зарытые в землю мины: будучи подбита, выпрыгнув с парашютом при приземлении подорвалась на пехотной мине совершившая 630 боевых вылетов командир третьей эскадрильи Лёля Санфирова (новелла «Осторожно: тут мины!»).
Три новеллы Наташа Меклин посвятила своему штурману — 18-летней Нине Реуцкой, которая с поразительным будничным спокойствием воспринимала любые безвыходные ситуации, и вроде «будто только тем и занималась», что каждый день выполняла невыполнимые задачи, даже не осознавая, что работала за гранью везения:

Очень юная и очень непосредственная, с добродушно-доверчивым выражением светлых глаз. Она вызывала к себе чувство умиления, какое обычно испытывают к детям. Первое время мне казалось, что Нина просто не понимает, что на свете существуют зло, опасность, несчастье. … Почему-то очень верила в меня, в мои летные способности. Сама я далеко не так была уверена в своих силах. … Ползающие по облачности светлые пятна говорили о том, что немецкие прожектористы пробовали достать наш самолёт. Но вот настало время спуститься ниже.
— Значит, придется бомбить ниже облаков? — допытывалась Ниночка, — Наташа, смотри, какая луна! Мы отлично увидим всё на земле!
— И нас тоже с земли отлично увидят, — добавила я.
Мрачные мысли редко приходили в голову моему штурману. А если и приходили, то очень ненадолго. Уже спустя минуту она как ни в чём не бывало мурлыкала себе под нос веселую песенку, забыв о луне, облаках и зенитках. Нина — совсем молодой штурман. У неё пока ещё не хватает опыта, чтобы распознать опасность там, где её не ждешь. Да и вообще все на свете представляется ей в розовых тонах, так что мне часто приходится разочаровывать её.— из новеллы «Цель — Багерово»
Об ответственности командира — когда нужно принимать решение вместо увезённого в госпиталь раненого командира эскадрильи, а решение принимать тяжело: нужно посылать людей на разведку вражеской обороны «Голубая линия» — «которая оказалась совсем не голубой. Её с успехом можно было назвать огненной» от залпов огневых средств ПВО.

Мы лежим на пригорке, Ира и я. Горько пахнут степные травы. Отсюда виден край станицы, где укрыты в садах самолёты. Я лежу не шевелясь. Белые облака плывут по небу, словно льдины по реке. Мы молчим. Я не вижу Иру, но чувствую, что она неспокойна. Ира, Иринка, Ириночка! Я знаю, отчего ты волнуешься перед полётами. Нужно посылать людей на боевое задание. А это не просто. Особенно для тебя с твоим мягким, деликатным характером. И особенно сейчас, когда в полку почти каждую ночь потери.
 Ира собрала нас, подробно объяснила задание и маршрут. Потом помолчала.

— Разведчиками полетят: я и… — она взглянула на меня, — Наташа.
Улыбнувшись про себя, я подумала, что ей просто неудобно посылать кого-нибудь другого! Я не в счет, конечно.— из новеллы «Иринка моя, Иринка…»
Про кино и музыку. Как оказавшаяся в госпитале с переломом обеих ног Хиваз Доспанова посмотрела там фильм «Два бойца», а вернувшись в полк всем рассказывала о том, какая там звучит хорошая песня «Тёмная ночь», постоянно её напевая. И как вернувшись с задания, уставшая, тайком плачущая от боли ног, которые хоть и были вылечены, но сильно ныли, мгновенно преобразилась, узнав что в клубе будут показывать этот фильм, и потащила подруг в клуб (новелла «Тёмная ночь»).
О погоде: как в тумане под Севастополем после метеоразведки Дины Никулиной из шести полков авиадивизии только один — женский, работал в нелётную погоду («Можно и в нелётную погоду»).
Про погоду рассказывается и в новелле про Клаву-джан и снег марта 1945-го:

Идет снег. Уже много часов. Крупные тяжелые хлопья падают на землю. … Он такой нежный, пушистый, этот белый снег… Но я смотрю на него с ненавистью. Раздражение проходит, если постоять, глядя вверх на снежинки. Кружась в несложном танце, они несутся вниз легко и весело, не думая о том, что их там ждет внизу. Не все ли равно… Им весело, они кружатся и кружатся… Я смотрю на них, и тревожные мысли проходят. Ночью полеты были прерваны. Мы бомбили порт Гдыню, и вдруг пошел снег. Сначала слабый. Многие успели долететь до своего аэродрома. Потом повалил густой-густой. Четыре самолёта не вернулись.— из новеллы «Снег»
Как ходили по ягоды в прифронтовой зоне — курьёзный случай про Аню Еленину, которая собирая землянику увлеклась и отошла от аэродрома в лес, и её взяли в «плен» свои же советские солдаты, не поверившие, что молодая 21-летняя девушка, а с виду так вообще девчонка — лётчик, орденоносец, гвардии капитан, заместитель начальника штаба полка (новелла «Второй Белорусский»).
О том как в последние дни войны, когда Берлин был уже взят, а полк стоял неподалёку в городке Брунн, девушки, четыре года летавшие по ночам, возвращаясь с задания не сговариваясь решили «немного отклониться от заданного маршрута. В сторону Берлина, конечно. Очень любопытно взглянуть на Берлин сверху. Днем.» и даже пролетели над Рейхстагом.
Завершается повесть 9 мая 1945 года:

… В этот день мы надели платья. Правда, форменные, с погонами. И туфли. Не сапоги, а туфли, сшитые по заказу. Их привезли на машине. Полный кузов — выбирай! Настоящие туфли, коричневые, на среднем каблучке… Конечно, не ахти какие, но все же туфли. Ведь войне конец! Пришла Победа.— новелла «Пришла Победа!»

## История
Повесть впервые опубликована в 1967 году в № 9-11 журнала «Знамя».
Книга стала литературным дебютом автора, хотя писать стихи она начала ещё на фронте, командир 4 эскадрильи М. П. Чечнева в своих мемуарах отметила, что в нелётную погоду Наташа, в отличие от других девчонок, не гуляла, а сосредоточенно что-то писала, изредка сердито поглядывая на мешающих и насмехающихся над ней.
Название книги — явно отсылает к ночному характеру работы 46-го авиаполка. Слова названия содержатся в посвящённому самолёту стихотворении Наташи Меклин «У-2», опубликованном в журнале «Огонёк» в 1943 году, которое, по свидетельству Ирины Дрягиной, было написано лейтенантом Наташей Меклин осенью 1942 года на аэродроме в перерыве между двумя боевыми вылетами, а также в тексте «Гвардейского марша» полка, который в 1944 году сочинила именно Меклин:

Врага мы будем бить с заката до рассвета, Не зная жалости, без отдыха и сна.
 Бомбим его зимой, бомбим его и летом. И будем добивать, когда придет весна.— стихотворение «У-2», автор — лейтенант Н. Меклин, осень 1942-го

Фашистским гадам от расплаты не уйти. Никто из нас усталости не знает,
 Мы бьем врага с заката до зари… Гвардейцы-девушки в бою не подкачают.— Гвардейский марш Таманского авиационного полка, автор — лейтенант Н. Меклин, февраль 1944-го
Повесть была написана в 60-х годах в период учёбы Кравцовой на заочном отделении Литературного института имени А. М. Горького, где она занималась на творческом семинаре Льва Кассиля.
В дальнейшем Кравцова, уже выпустив несколько книг, принятая в 1972 года в Союз писателей СССР, вспоминала, что первая книга далась ей очень тяжело:

Но, пожалуй, самое сложное для меня — отбор материала. Ведь столько было всего — и героического, и трагического, и смешного, без чего нельзя достоверно представить ту нашу жизнь.— Наталья Кравцова, интервью журналу «В мире книг», 1983 год
Повесть выдержала более 10 изданий, была издана и за границей (ГДР, Польше, Эстонии).
Новеллы из книги публиковались и отдельно: например, новелла «Юлька» напечатана в 1964 году в журнале «Огонёк», а новелла «Цель — Багерово» была издана отдельной маленькой книжкой в 1995 году в серии «50 лет Великой Победы».
В 1979 году повесть «От заката до рассвета» была вместе с ещё двумя повестями Натальи Кравцовой «Вернись из полёта!» и «Госпитальная палата» составила сборник под названием «Вернись из полёта!», который в 1980 году был удостоен государственной награды СССР — Серебряной медалью имени Александра Фадеева.

## Критика
Повесть получила положительные отзывы. Появление повести было отмечено в разделе «Культурная жизнь» в ежегоднике Большой советской энциклопедии за 1968 год.
Критикой было отмечено, что повесть написана достоверно, с чувством высокой ответственности перед памятью павших товарищей и перед живущими друзьями, автор не сглаживает суровость войны и все, что связано с ней, но писала она о своих подругах — с нежностью и любовью, с трогательностью, а небольшие лирические отступления и пейзажные зарисовки «необыкновенно лиричны» — «в них особенно ярко сказалось обаяние молодости и женственности автора книги».

Новеллы, составляющие книгу, необычайно лиричны. Привлекают своеобразие авторского видения событий войны, психологическая достоверность пережитого, лаконичные, запечатленные острым взглядом художника детали фронтового быта, оттенки взаимоотношений. Изображая будничную, пронизанную драматизмом, фронтовую жизнь летчиц, для которых родное небо, исполосованное слепящими лучами вражеских прожекторов и трассами снарядов, стало смертельно опасным, Наталья Кравцова не только воскрешает боевые эпизоды, но и раскрывает богатство внутреннего мира своих подруг, с которыми, крыло к крылу, прошла она нелегкими ратными дорогами до Берлина.— Литературовед, главный редактор журнала «Звезда Востока» Георгий Петрович Владимиров
Также внимание критиков привлекла психологичность повести:

Наталья Кравцова как бы изнутри подошла к освещению своей темы. Она психологически достоверно рассказывает о душевном состоянии своих подруг без сгущения красок, но и без утайки. Так было! Горевали по поводу остриженных кос, а потом, истекая кровью, на перебитых осколками самолётах садились на свои аэродромы. Перед нами в повести проходят летчицы, их короткие, к сожалению в большинстве случаев, жизненные пути.— Григорий Абрамович Бровман

Книгу отличает зоркость взгляда (автор вспоминает многие трогательные и забавные мелочи фронтовой жизни), искренность и естественность тона повествования, доверие к читателю, которому можно сказать трагическую правду о войне. Повесть Н. Кравцовой позволяет понять психологию, духовную жизнь поколения, выигравшего битву с фашизмом.— Зоя Дмитриевна Короза, библиограф издательства «Детская литература»
Высокую оценку повести дал лётчик-испытатель Марк Лазаревич Галлай, выделяя её среди обилия литературы об прославленном авиаполке, заметил, что «Кравцова имеет право говорить обо всем этом», писала искренне, с принципиальной позиции — неприязни к внешнему и показному, и писала не столько о фактах, сколько о психологии человека на войне, умея в одной-двух коротких фразах о, казалось бы, второстепенном, сказать такое, что неожиданно заставляет читателя остановиться:

Кравцова умеет дать, казалось бы, частную, однако говорящую об очень многом деталь, контрастную, вроде психологически трудно объяснимого, но жизненно правдивого: «Очень устали, и потому обе молчим, Ира и я. За ночь мы сделали шесть боевых вылетов, поработали хорошо». Это говорится между прочим, как некая вводная. Но мне трудно пройти мимо этой фразы. Представляет ли себе читатель, что такое шесть боевых вылетов? Что такое хотя бы один вылет?!— лётчик-испытатель Марк Лазаревич Галлай

## Издания
Повесть, не считая публикаций отдельных новелл, издана тиражом около 1 млн экземпляров:
- От заката до рассвета // Журнал «Знамя» № 9-11 за 1979 год. Тираж 170 000 экз.
- От заката до рассвета — М.: Воениздат, 1968—262 с. — Рисунки В. Высоцкого. Тираж 100 000 экз.
- От заката до рассвета — М.: Детская литература, 1969—175 с. — Рисунки И. Година. Тираж 100 000 экз.
- От заката до рассвета — М.: Детская литература, 1974—176 с. — Рисунки И. Година. Тираж 100 000 экз.
- Вернись из полёта! (сборник) — М.: Воениздат, 1979—365 с. — Художник С. Л. Аристокесова. Тираж 100 000 экз.
- Из-за парты на войну. От заката до рассвета: Повести. — М.: Детская литература, 1980. — 334 с. — (Серия «Библиотека юношества», 1-е издание). Художник Б. Диодоров. Тираж 100 000 экз.
- Из-за парты на войну. От заката до рассвета: Повести. — М.: Детская литература, 1988. — 334 с. — (Серия «Библиотека юношества», 2-е издание). Художник Б. Диодоров. Тираж 100 000 экз.
- Повести. Избранное. — М.: Детская литература, 1982. — 432 с. Художник Б. Диодоров. Тираж: 100 000 экз.
- Повести (От заката до рассвета; Вернись из полёта!; Госпитальная палата), М.: Советская Россия, 1990—349 с. Художник Е. В. Бекетов. Тираж: 50 000 экз.

В 2005 году была издана книга И. Ракобольской и Н. Кравцовой «Нас называли ночными ведьмами»; вторая часть этой книги, за авторством Н. Кравцовой и озаглавленная «Три года под зенитным огнём», представляет собой сокращённую версию повести «От заката до рассвета» с вставками из воспоминаний лётчиц 46-го авиаполка.

## Комментарии
1. ↑  Наталья Кравцова в повести не пишет, но, известно, что 9 марта 1942 года в районе аэродрома города Энгельса погибло два экипажа: Анна Малахова - Мария Виноградова и Лилия Тормосина - Надежда Комогорцева.
2. ↑  Наталья Кравцова в повести не пишет, но, известно, что в вылете на поддержку прорыва «Голубой линии» в ночь с 31 июля на 1 августа 1943 года погибли четыре экипажа: Кашириной-Полуниной, Высоцкой, Роговой, Крутовой.